# Skijaško ratovanje
Skijaško ratovanje izraz je kojim se opisuje korištenje borbenih jedinica opremljenih skijama tijekom borbe.

## Povijest
Ovakav oblik rata po prvi puta opisao je danski povjesničar Saxo Grammaticus još u 13. stoljeću.

### Napoleonovi ratovi
U razdoblju od 1807. do 1814. u napadu na Švedsku korištene su skijaške trupe sačinjene uglavnom od Norvežana, dok su manji dio činili danski vojnici.

### Prvi svjetski rat
Tijekom Prvog svjetskog rata talijanska vojska imala je 88 takozvanih Alpskih bataljona, čija je glavna svrha bila boriti se u planinskim predjelima. Nakon rata većina ih je ugašena. Tako su do danas u službi samo 9 takvih regimenti, a samo 4 od njih (4. Alpska padobranska regimenta te 5., 6., i 7., Alpska regimenta)  vojnike obučavaju isključivo za borbu uz pomoć skija. 

### Drugi svjetski rat
Skijaške trupe igrale su ključnu ulogu tijekom Zimskog rata 1939. godine, kada su finske skijaške postrojbe zadavale teške probleme vojsci SSSR-a. Lako se krećući šumskim i nepristupačnim terenom, nisu imale poteškoća u poražavanju sovjetskih motoriziranih brigada. U najpoznatijoj bici, nazvanoj Bitka kod Somussalmija, 11.000 Finaca izbacilo je iz stroja 45.000 sovjetskih vojnika. Poučen tim iskustvima, SSSR utemeljuje nekoliko skijaških bataljona, koje kasnije uspješno koristi u protuofenzivi u bici za Moskvu, godine 1941.
Godine 1940., za vrijeme trajanja Norveške kampanje, transport norveških boraca vršio se uglavnom pomoću skija i saonica. U operaciji Gunnerside upotrebljeni su norveški komandosi, koji su se spustili padobranima, zatim na skijama prešli dug put te na kraju uništili nacistički pogon za tešku vodu (dio razvoja njihova raketnog programa) po imenu Vemork u blizini gradića Rjukan.
Nakon sjevera Europe, skijaško se ratovanje počinje primjenjivati i u drugim dijelovima zaraćenog svijeta. Australske snage koriste ga u borbama protiv trupa Višijevske Francuske u planinama Libanona; a kasnije i vojska SAD-a osniva svoje skijaške postrojbe pod nazivom 10. planinska divizija.

## Skijaške postrojbe danas
Kako su se kroz povijest pokazale vrlo korisnima (mogle su na terenu pokrivenom snijegom prijeći istu udaljenosti kao i konjica na normalnom terenu), skijaške postrojbe koriste se i danas. Tako ih u svojim vojnim postrojbama imaju sljedeće države: Austrija, Danska, Estonija, Finska, Francuska, Indija, Izrael, Norveška, Poljska, Rumunjska, SAD, Slovenija, Španjolska, Švedska i Švicarska te dijelomično Ujedinjeno Kraljevstvo i Nizozemska.